# Прювер, Юлиус
Юлиус Прювер (нем. Julius Prüwer; 20 февраля 1874, Вена — 8 июля 1943, Нью-Йорк, Нью-Йорк) — австрийский дирижёр.

## Биография
Родился в семье бухгалтера-еврея, приехавшего в Вену из Кракова. Начал учиться игре на фортепиано под руководством Ханса Шмита. В 1886—1891 гг. учился в Венской консерватории у Артура Фридхайма и Морица Розенталя (фортепиано), Роберта Фукса и Франца Кренна (теория). Частным образом брал уроки у Иоганнеса Брамса. Дирижирование изучал под руководством Ханса Рихтера, унаследовав у него интерес к музыке Рихарда Вагнера.
В 1892—1893 гг. дирижировал в городском театре в Билице, затем в 1893—1894 гг. в Эссиге, в 1894—1895 гг. в Кёльне. С 1895 года работал в городском театре в Бреслау. В 1898 году сопровождал Рихтера в санкт-петербургских гастролях, полностью посвящённых Вагнеру, и, в частности, дирижировал премьерой «Тристана и Изольды» в Мариинском театре. В 1902, 1904 и 1906 гг. ассистент Рихтера на Байройтском фестивале. В 1906 году дирижировал в Бреслау «Саломеей» Рихарда Штрауса в присутствии автора, 24 мая 1907 года вместе со своей труппой из Бреслау впервые представил эту оперу в Вене; в 1909 году в соавторстве с журналистом Отто Рёзе опубликовал книгу об опере Штрауса «Электра». С 1913 года главный дирижёр оперы Бреслау.
В 1923—1924 гг. генеральмузикдиректор Веймара, глава Немецкого национального театра. В 1924—1933 гг. работал в Берлине, главным образом с Берлинским филармоническим оркестром, с 1925 года главный дирижёр народных концертов. Одновременно преподавал дирижирование в Берлинской Высшей школе музыки (его учениками, в частности, были Фердинанд Ляйтнер, Эдмунд фон Борк, Генрих Штайнер). 2 января 1932 года с большим успехом дирижировал фортепианным концертом Игоря Стравинского в ходе берлинских гастролей Михаила Друскина.
В 1928—1930 гг. осуществил ряд записей с Берлинским филармоническим оркестром, в том числе Первый фортепианный концерт Фридерика Шопена и Первый фортепианный концерт Ференца Листа (солист Александр Браиловский), ряд оперных фрагментов.
В 1933 году, после прихода к власти нацистов, был уволен и из оркестра, и из консерватории ввиду еврейского происхождения. В 1936—1938 гг. возглавлял оркестр Еврейского культурного союза во Франкфурте-на-Майне (предполагалось сделать его общегерманским оркестром, в котором музыканты-евреи играли бы для слушателей-евреев), одновременно преподавал в Еврейской музыкальной школе Холлендеров, выделенной из состава Консерватории Штерна.
В 1939 году эмигрировал в США. Преподавал в Нью-Йоркском колледже музыки.
В 1907 году женился на балерине Маргарете Фихтнер (1881—1961), но с 1909 года жил с оперной певицей, солисткой театра Бреслау Фаншеттой Верхунц.